# Limbach-Oberfrohna
Limbach-Oberfrohna − miasto we wschodnich Niemczech, w kraju związkowym Saksonia, w okręgu administracyjnym Chemnitz, w powiecie Zwickau (do 31 lipca 2008 w powiecie Chemnitzer Land), na przedgórzu Rudaw, siedziba wspólnoty administracyjnej Limbach-Oberfrohna.

## Dzielnice miasta
Dzielnice (stan w 2005)
| Nazwa dzielnicy      | Ludność | Powierzchnia w ha |
| -------------------- | ------- | ----------------- |
| Limbach              | 13 095  | 705               |
| Oberfrohna           | 4 447   | 410               |
| Rußdorf              | 1 849   | 470               |
| Bräunsdorf           | 1 137   | 780               |
| Kändler              | 2 113   | 315               |
| Pleißa               | 2 291   | 720               |
| Wolkenburg-Kaufungen | 1 770   | 1 712             |

## Zabytki

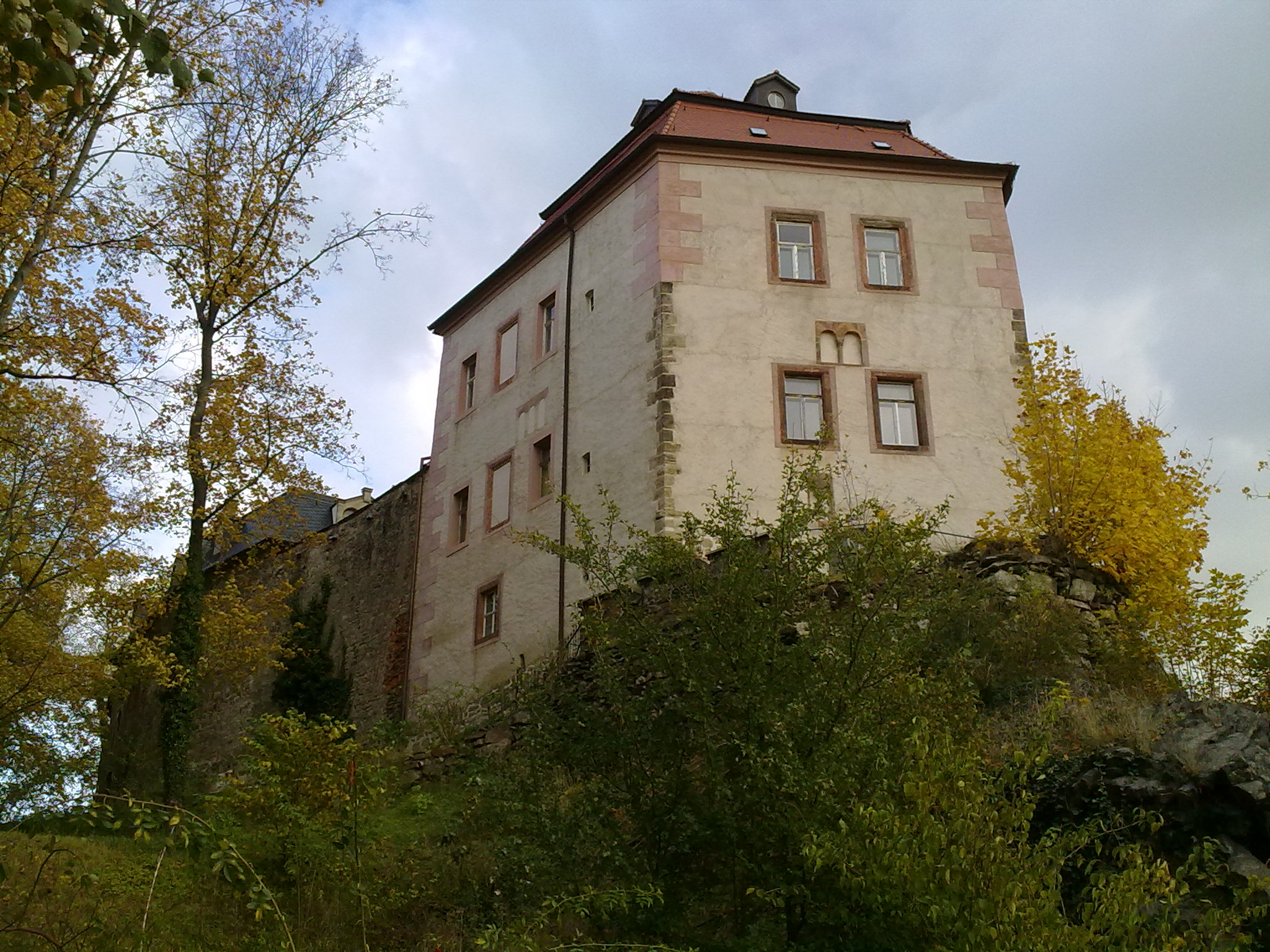
Zamek Wolkenburg
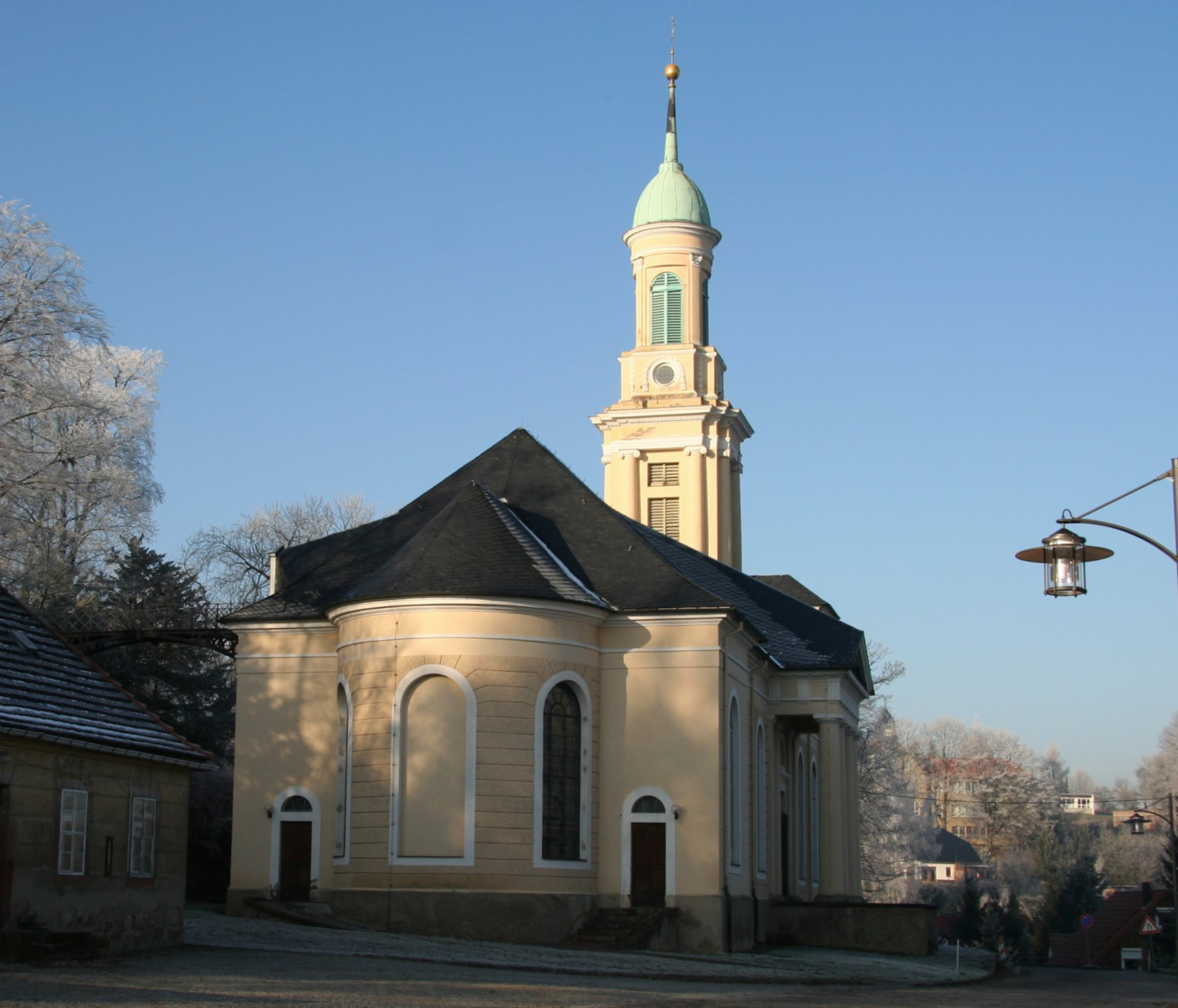
Kościół św. Maurycego
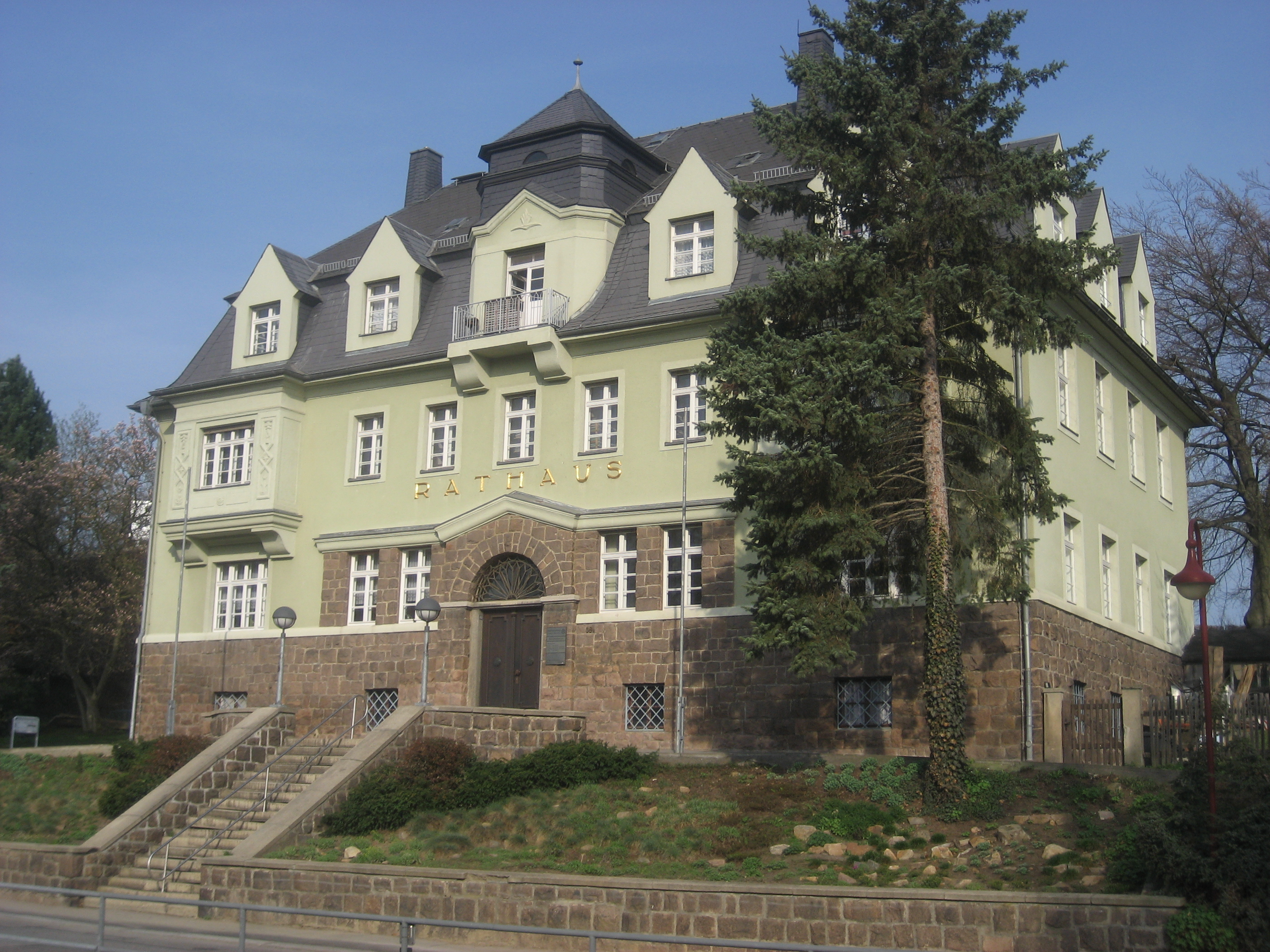
Ratusz w Oberfrohna
- Ratusz w Kändler
- Ratusz w Pleißa
- Dworzec kolejowy Limbach (Sachs)

- Zamek Wolkenburg
- Kościół św. Maurycego
- Ratusz w Pleißa

## Współpraca
- Hambach an der Weinstraße, Nadrenia-Palatynat
- Hechingen, Badenia-Wirtembergia
- Ingelheim am Rhein, Nadrenia-Palatynat
- Leinach, Bawaria
- Zlin, Czechy

## Urodzeni w mieście
- Hans Haubold von Einsiedel – królewsko-polski i elektorsko-saski szambelan i tajny radca
- Jürgen Fanghänel - wschodnioniemiecki bokser
- Hannibal Germanus von Schmertzing – królewsko-polski i elektorsko-saski szambelan